# Кристалогідрати
Кристалогідра́ти — кристалічні речовини, в складі молекул яких є кристалізаційна вода, напр. гідрат хлористого кальцію.
Кристалогідрати — порівняно стійкі гідрати, які можна виділити з розчину у твердому стані. Деякі з них поступово розкладаються вже при звичайній температурі. Якщо, наприклад, залишити на повітрі прозорі кристали так званої кристалічної соди Na2CO3•10H2O, вони через деякий час перетворюються в білий порошок безводної соди Na2CO3. Те ж саме спостерігається і з синіми кристалами мідного купоросу CuSO4•5H2O, які при тривалому перебуванні на повітрі покриваються білим порошком безводної солі CuSO4. Процес розкладу кристалогідратів на повітрі називають вивітрюванням кристалогідратів. Кристалогідрати інших речовин при звичайній температурі є стійкими і розкладаються лише при нагріванні, а деякі — лише при сильному нагріванні. Кількість речовини кристалогідрата дорівнює кількості розчину.